# Brunnberg (Ammergauer Alpen)
Der Brunnberg ist ein 1529 m ü. NHN hoher Gipfel in den Ammergauer Alpen auf dem Gebiet der Gemeinde Unterammergau.
Der Gipfel ist nur weglos erreichbar, am einfachsten über den Kolbensattel.